# رضا ایار
رضا ایار (زادهٔ ۴ مهٔ ۱۹۹۴) یک بازیکن فوتبال اهل ایران است. و از پای راست خود به خوبی بهره می‌گیرد .
از باشگاه‌هایی که در آن بازی کرده‌است می‌توان به باشگاه فوتبال استقلال اهواز اشاره کرد.